# Арпажон, Луи д’
Герцог Луи д’Арпажон (фр. Louis d'Arpajon; ранее 1601 — апрель или 6 мая 1679, Северак-ле-Шато), пэр Франции — французский генерал и дипломат.

## Биография
Сын Жана V д’Арпажона (ум. 1634), барона д’Арпажона и де Северака, виконта де Монталя, и Жакетты де Кастельно-Клермон-Лодев.
Герцог д’Арпажон, маркиз де Северак, виконт де Монталь.
Первоначально известный как виконт д’Арпажон, в 1617 году служил в Итальянской армии. В бою под Соленом под ним была убита лошадь; придавленный ее телом и раненый дюжиной ударов шпагой, он убил того противника, который его ранил и сумел спастись из рук врагов. Людовик XIII наградил виконта пенсионом в 6 000 ливров.
Патентом от 7 июля 1621 набрал пехотный полк, с которым служил при осаде Монтобана, где был ранен в трех различных боях. По окончании кампании распустил свой полк и в следующем году отправился добровольцем на осаду Тоннена. Сам-седьмой он атаковал эскадрон неприятеля, шедший на помощь крепости, собственноручно убил его командира и своим сопротивлением дал время войскам занять оборону. Тоннен был захвачен 4 мая и в тот же день король произвел Арпажона в кампмаршалы.
В составе Верхнегиеньской армии маршала Темина содействовал взятию Сент-Фуа и Сент-Антонена; отметился во время второго штурма последней крепости. Перейдя в Нижнегиеньскую армию герцога д’Эльбёфа, участвовал в осаде Монпелье.
Приказом от 28 ноября 1625 восстановил свой полк, но 26 мая 1626 тот снова был распущен.
В кампанию 1627 года служил в Лангедокской армии принца Конде, 3 ноября разбил герцога де Рогана между Суйянелем и Суем под Кастельнодари; во главе двух конных сотен атаковал левый фланг кальвинистской армии, разбил один из батальонов и отбросил гвардейцев герцога де Рогана к его основным пехотным силам; в этом бою под ним была убита лошадь.
В 1628 году участвовал в осаде Памье, который защитники покинули 10 марта, взятии Реальмона 1 мая, подчинении Кастельфрана, Роксезьера, Ла-Мулина, Канна, которые сдались 5-го, Сен-Севера, Кастельно и Брассака 19-го, в осаде Сент-Африка, снятой 6 июня, взятии Мазаме 1 августа, замков Прад, Бюрла, Лангери, 17 сентября, Ла-Крузета 19-го. В 1629 году договорился о подчинении Монтобана.
В 1630 году служил в Италии под командованием маршала Лафорса, при осаде и взятии города и замка Салуццо, подчинении форта Сен-Пьер и замка Брезоль; 6 августа содействовал победе над пьемонтцами, у которых захватил равелин, возведенный перед Кариньянским мостом, после чего выступил на помощь Казале. 26 октября, после прибытия Мазарини, испанцы эвакуировали оттуда свои войска.
Во время осады Трира в 1632 году французы готовились к штурму. Граф фон Изенбург попытался ввести в город подкрепление из трех конных сотен и 1 200 пехотинцев, но виконт д’Арпажон вместе с графом де Ла-Сюзом провели рекогносцировку и с пятьюстами всадниками атаковали неприятеля, обросив его кавалерию на пехотные порядки и приведя вражеские части в совершенное расстройство. Противник потерял две сотни убитыми, два значка и много людей пленными, а осажденные вскоре сдались.
В 1633 году служил в Лотарингской армии и содействовал завоеванию герцогства. 14 мая был пожалован в рыцари орденов короля, 24 августа в Баре был назначен генеральным наместником Нижнего Лангедока после отставки герцога де Вантадура, и на следующий день принес присягу. Тулузский парламент зарегистрировал его 24 декабря 1634.
В 1634 году служил в Германской армии маршала Лафорса. 11 марта обложил Ла-Мот, сдавшийся 26 июля. 21 декабря переправился через Рейн, оказав помощь Гейдельбергу и Филиппсбургу против имперцев и баварцев. В следующем году в составе той же армии под командованием герцога Ангулемского и Лафорса участвовал в победе над герцогом Лотарингским при Фреше в Эльзасе и взятии штурмом Шпайера. В 1636 году служил при осаде Корби.
В 1637 году был в Бургундской армии, действовавшей во Франш-Конте. Генерал-лейтенант в армии маршала Шатийона (14.07.1637), продолжил службу под командованием герцога де Лонгвиля, 26 августа вместе с Гебрианом обложил Блеттеран, взятый штурмом 31-го (замок пал 3 сентября). Взял штурмом замок Клерво, после чего присоединился к армии маршала Шатийона и принял участие во взятии Данвиллера 25 октября.
В 1638 году участвовал в осаде Сент-Омера Лафорсом. С восемью сотнями кавалерии и 1 200 пехотинцами разбил четыре тысячи вражеской конницы при Поленкове, затем служил при осаде Ле-Катле.
В 1639 году воевал в Руссиильонской армии маршала Шомберга и с боем взял Сальс, где часть гарнизона была перебита а остальные взяты в плен. В следующем году командовал морской армией, пока не был заменен архиепископом Бордоским. В 1641-м снова в Руссиильонской армии, служил при осаде Кане, который в короткое время взял вместе с его замком, затем самостоятельно взял Аржильер, содействовал взятию Эльна и разбил испанцев, пытавшихся его отвоевать внезапным нападеннием.
В 1642 году в Гиеньской армии, внес вклад в возвращение провинции к повиновеению королю, разрушив планы противника, угрожавшего границе.
Мальтийский орден, которому объявил войну султан Ибрагим I, повсюду искал помощи и Арпажон снарядил за свой счет 2 000 человек и в сопровождении большого числа друзей и родственников в 1644 году прибыл на Мальту с конвоем. Избранный главой совета великого магистра и генералиссимусом религиозной армии, он обеспечил безопасность острова.
В феврале 1645 отказался от генерального наместничества в Лангедоке. 30 мая получил от великого магистра и с согласия всего ордена привилегию добавить к своему гербу и гербам старших потомков восьмиконечный орденский крест; кроме этого в каждом поколении один из его потомков должен был становиться рыцарем ордена при рождении, а в 16 лет получать Большой крест.
По возвращении с Мальты был направлен чрезвычайным послом в Польшу. Выехал из Парижа 23 марта 1648 с инсигниями ордена Святого Духа для Владислава IV и содействовал избранию его преемником Яна Казимира.
Жалованной грамотой, данной в Париже в декабре 1650 и зарегистрированной парламентом 24 мая 1674 был возведен в ранг герцога и пэра.
5 марта 1652 в Сомюре был назначен командующим в Лангедоке, с приказом, данным в Понтуазе 10 октября, набрать шесть пехотных полков десятиротного состава и четыре кавалерийских четырехротного состава.
Кампмейстер-лейтенант Королевского пехотного полка, который он набрал патентом от 20 января 1656 и который 13 февраля 1660 был инкорпорирован в состав полка Его королевского высочества, где Арпажон также сохранил должность первого кампмейстер-лейтенанта. 24 ноября того же года, после отставки графа д’Обижу, получил генеральное наместничество в Верхнем Лангедоке, а 19 октября 1657 стал сенешалем Жеводана.
Ордонансом от 28 июля 1661 был назначен подполковником после смерти генерал-полковника пехоты, и сохранил эту должность до конца жизни.
10 февраля 1662 Людовик XIV назначил Арпажона для принятия присяги нескольких принцев и сеньоров, которым герцог на церемонии, состоявшейся в Пезенасе 25 марта, передал цепи, мантии, кресты и ленты орденов короля.

## Семья
1-я жена (1622): Глорианда де Лозьер де Темин, дочь Понса де Лозьера, маркиза де Темина, маршала Франции, и Катрин д’Эбрар
Дети:
- Понс (р. 8.07.1623, ум. юным)
- Жан-Луи (3.07.1632—1669), маркиз де Северак. Жена (9.06.1661): Шарлотта де Верну-де-Боннёй (1638—12.11.1692), дама де Ла-Ривьер, придворная дама королевы-матери, дочь Луи де Верну, сеньора де Ла-Ривьер-Боннёй, и Маргерит-Жанны де Носсе. Вторым браком вышла за Франсуа де Жела де Вуазена, маркиза д’Амбра
- Глорианда, ум. юной
- Жанна-Луиза (ум. 1700), аббатиса Вьеймюра в диоцезе Кастра (1665)
- Жакетта-Ипполита, монахиня-кармелитка в парижском пригороде Сен-Жак

2-я жена: Мари де Симьян (ум. 9.11.1657), дочь Бертрана де Симьяна, графа де Монша в Форе, и Луизы де Мален. Умерла, разродившись мертвым ребенком
3-я жена (24.04.1659): Катрин-Генриетта д’Аркур (ум. 4.05.1701), придворная дама дофины, дочь Франсуа II д'Аркура, маркиза де Бёврона, и Рене д’Эпине-Сен-Люк, дамы д’Экто
Дети:
- сын (р. и ум. 1660)
- Катрин-Франсуаза (1661—8.12.1716), маркиза де Северак, придворная дама дофины Марии Аделаиды Савойской. Муж (8.02.1689, Версаль): Франсуа II де Руа де Ларошфуко, граф де Руси и де Руа

## Комментарии
1. ↑  По утверждению секретаря Пинара (Pinard, p. 17); отец Ансельм пишет, что пожалование не было зарегистрировано (Père Anselme, V, p. 878)